# 千葉県立幕張総合高等学校
千葉県立幕張総合高等学校（ちばけんりつ まくはりそうごうこうとうがっこう）は、千葉県千葉市美浜区若葉にある公立高等学校。略称は「幕総」（まくそう）。

## 概要
校舎と学科は2つあり、総合学科校舎に総合学科、看護科校舎に看護科と看護専攻科を設置している。

### 総合学科（旧：普通科）
隣接していた公立高校3校を統合して普通科を設置し開校。
千葉県内では学区制度が設けられており、居住地域によって受験・通学可能な高等学校（普通科のみ）に制約が設けられている。しかし、本高等学校はこの制度の対象外となっており、千葉県内居住者であれば学区に関係なく、本高等学校に受験・通学が可能であった。
「キャリア教育の充実や系統的な学習を可能とする総合学科の特色を取り入れ、自己の進路志望を深める学習を重視し、各自の個性を生かした主体的な学習を推進し、進路希望を実現する。」という目標のもと普通科にかわって平成31年度入学生より総合学科を設置。
なお、この学校のカリキュラムや施設等は、埼玉県立伊奈学園中学校・伊奈学園総合高等学校をモデルにして作られたといわれている。
総合学科校舎（旧：普通科校舎）は前身となった隣接する3校の校舎を引き継いでおり、国内でも類を見ない規模のサイズとなっている。
7階建て吹き抜け構造の教室棟I・II、音楽室や美術室などが集まる芸術棟、3000人が収容可能なメインアリーナとサブアリーナ・柔道場・剣道場が集まる体育棟、事務室・図書館・文化ホールなどが集まる管理・学習交流棟の4つに分かれる。教室棟にはI・II棟合わせて4基のエレベーターが設置されている。校舎の内部はむき出しのコンクリートでできており、設立当時は公立高校としては珍しい斬新なデザインで注目を集めた。I棟5階の吹き抜け構造の中央には、部屋の外観がUFOに似ていることから、UFOやUFO部屋と呼ばれるコンピュータールームが設置されており、主に生徒のコンピューター演習用の部屋として利用されている。

### 看護科・看護専攻科
一般の高等学校3年間の看護科に加えて、2年間の看護専攻科が設置されている5年制。看護科から看護専攻科にかけて進学することにより、5年間の一貫看護師養成課程として修了時に看護師国家試験受験資格が得られる。なお、専攻科への進学は原則として同校の看護科卒業が条件となっており、同校総合学科を含めた外部からの入学者の募集は行っていない。
看護科校舎は、旧：千葉県立若葉看護高等学校のものが引き継がれている。

## 沿革

### 略歴
学校名にある「総合」の文字は、商標登録されていた渋谷教育学園幕張高等学校との区別や3校が統合したことを表すものであったが、2019年4月より普通科にかわり総合学科を設置したため、名実ともに「総合」高校となった。
総合学科（普通科）は現在の総合学科校舎に元々隣接していた単位の相互乗り入れなどで連携を持っていた千葉県立幕張北高等学校と千葉県立幕張西高等学校、千葉県立幕張東高等学校の3校が統合され普通科が1996年4月に設立した。2019年4月に普通科から総合学科となった。
看護学科は千葉県立若葉看護高等学校と統合して2004年4月に設置した。翌年には専攻科を設置した。

### 年表
- 1980年（昭和55年）
  - 4月1日 - 千葉県立幕張北高等学校、千葉県立幕張西高等学校、千葉県立幕張東高等学校開設。
  - 4月17日 - 三校合同開校式ならびに入学式挙行。
- 1995年（平成7年）4月1日 - 千葉県立幕張高等学校（仮称）開設準備室設置。
- 1996年（平成8年）4月1日 - 千葉県立幕張総合高等学校開設、学級数　1学年18学級　2学年18学級　3学年21学級。
- 1999年（平成11年）4月1日 - 2学期制移行。
- 2000年（平成12年）11月10日 - 公開研究会開催。
- 2001年（平成13年）4月1日 - 大学との連携教育開始（千葉大学・千葉工業大学・神田外語大学・中央大学）。
- 2002年（平成14年）
  - 4月1日 - 東洋大学との連携教育開始。
  - 6月1日 - 千葉県立幕張総合高等学校・千葉県立若葉看護高等学校統合準備室設置。
- 2003年（平成15年）4月1日 - 単位制移行、3学級減（1年次生15学級600名）、麗澤大学との連携教育開始。
- 2004年（平成16年）4月1日 - 千葉県立若葉看護高等学校と統合。看護科設置。
- 2005年（平成17年）4月1日 - 看護科に専攻科（2年間）を設置。専攻科修了時に看護師国家試験受験資格が取得できるようになった。
- 2010年（平成22年）4月1日 - 3学級増（普通科1年次生18学級720名）
- 2019年（平成31年）4月1日 - 総合学科設置、1学級減（総合学科1年次生17学級680名）

## 部活動
体育系
- バレーボール
- バスケットボール
- バドミントン
- 卓球
- 柔道
- 剣道
- 弓道
- 水泳（水球・競泳）
- 陸上競技
- 野球
- サッカー
- ハンドボール
- ソフトボール
- ラグビー
- テニス
- ソフトテニス
- ワンダーフォーゲル
  - 2009年 - インターハイ第3位
- ボクシング
- ダンス - 全国大会に出場し、入賞・優秀賞の実績もある。

文化系
- シンフォニックオーケストラ
  - 全国学校合奏コンクール全国大会に9年連続出場（うち8年は最優秀全国第1位）
  - 日本学校合奏コンクールグランドコンテスト部門に第1回大会から11年連続で文部科学大臣賞（第1位）を受賞
  - 全日本吹奏楽コンクールに2011年・2013年・2023年には支部代表として全国大会に出場、3度の金賞受賞
  - 全日本アンサンブルコンテスト全国大会に7度出場、第37回大会（2013年度）のフルート八重奏で当部初の金賞受賞
- 合唱
  - 2007年 - 第74回NHK全国学校音楽コンクール銅賞
  - 2008年 - 第75回NHK全国学校音楽コンクール優良賞、第61回全日本合唱コンクール金賞
  - 2009年 - 第76回NHK全国学校音楽コンクール銅賞、第62回全日本合唱コンクール金賞
  - 2010年 - 第77回NHK全国学校音楽コンクール優良賞
  - 2011年 - 第78回NHK全国学校音楽コンクール銀賞、第64回全日本合唱コンクール金賞(東京都知事賞・第2位）
  - 2012年 - 第79回NHK全国学校音楽コンクール金賞（初）、第65回全日本合唱コンクール金賞(鹿児島県知事賞・第2位）
  - 2013年 - 第80回NHK全国学校音楽コンクール金賞（2連覇）第66回全日本合唱コンクール金賞
  - 2014年 - 第81回NHK全国学校音楽コンクール金賞（3連覇）第67回全日本合唱コンクール金賞（岩手県教育委員会賞・第3位）
  - 2015年 - 第82回NHK全国学校音楽コンクール銀賞、第68回全日本合唱コンクール金賞（埼玉県教育委員会教育長賞・第3位）
  - 2016年 - 第83回NHK全国学校音楽コンクール銀賞、第69回全日本合唱コンクール金賞（香川県教育長賞・第3位）
  - 2017年 - 第84回NHK全国学校音楽コンクール銅賞、第70回全日本合唱コンクール金賞
- 美術
- 書道
- 文藝
- 演劇
- ESS
- 科学
- 電気研究
- 茶道
- 華道
- 写真
  - 2011年 - 第35回全国高等学校総合文化祭福島大会出場
  - 2014年 - 第38回全国高等学校総合文化祭茨城大会出場
  - 2015年 - 第39回全国高等学校総合文化祭滋賀大会出場
  - 2019年 - 第43回全国高等学校総合文化祭佐賀大会出場
  - 2022年 - 第46回全国高等学校総合文化祭東京大会出場
  - 2023年 - 第47回全国高等学校総合文化祭鹿児島大会奨励賞
- 将棋
- 漫画・アニメ研究
- 工芸
- 百人一首競技かるた
- 囲碁同好会
- アコースティックギター同好会
- クッキング同好会
- 放送同好会 (MSB)

## 校章
- 鳥が3羽重なり合ったデザインで、統合前の3校を表している。

## 校歌
- 歌詞の先頭の文字を読んでいくと「ココマクハリニワガボコウタツ（ここ幕張に我が母校建つ）」となっている。

## アクセス
- JR京葉線海浜幕張駅 徒歩15分（看護科は徒歩20分）
- JR総武本線幕張駅 徒歩25分（看護科は徒歩15分）
- 京成電鉄千葉線京成幕張駅 徒歩25分（看護科は徒歩15分）

## 著名な出身者
統合前の4校卒業生を含む（※で表示）。
- 礒谷真帆 - 将棋女流棋士
- 伊藤峻太 - 映画監督
- 木多康昭 - 漫画家　※幕張北
- 玉井雪雄 - 漫画家　※幕張北
- 筒井大志 - 漫画家

- 石丸幹二 - 俳優　※幕張西
- 遠藤みちスケ - 放送作家　※幕張北
- 新垣隆 - 作曲家、ピアニスト、ゴーストライター　※幕張西
- 西条みつとし - 放送作家　※幕張東→幕張総合
- AMEMIYA - お笑い芸人
- 実川貴美子 - 女優
- 長尾奈奈 - 俳優（無名塾所属）
- 元吉庸泰 - 舞台演出家
- 横山だいすけ - 歌手、俳優
- 二宮歩美 - タレント、ニュースキャスター
- 板川侑右 - テレビ東京プロデューサー
- 酒主義久 - フジテレビアナウンサー
- miko - 同人シンガー
- 吉野七宝実 - グラビアアイドル

- AKIRA - プロレスラー
- 栗原克志 - 元サッカー選手、指導者　※幕張東
- 村井慎二 - 元サッカー選手（元日本代表）、サッカー指導者　※幕張北→幕張総合
- 宮間あや - 元サッカー選手（日本女子代表）
- 白田敏人 - プロバスケットボール選手
- 鶴巻啓太 - プロバスケットボール選手
- 藤岡恵美衣 - バスケットボール選手
- 村山亮介 - 元プロ野球選手
- 早坂響 - プロ野球選手
- 奥田健誠 - プロ野球選手